# Mónica Matías
Mónica Matías (* 22. November 1996 in Moca) ist eine ehemalige puerto-ricanische Tennisspielerin.

## Karriere
Von 2014 bis 2018 spielte Matías für die "UCF Knights", das College Tennis Team der University of Central Florida.
Ende Juli 2018 gewann sie bei den Zentralamerika- und Karibikspielen im Doppel an der Seite von Mónica Puig die Bronzemedaille, im Einzel erreichte sie das Achtelfinale.
Mónica Matías spielte 2011, 2015 und 2017 insgesamt neunmal für die puerto-ricanische Fed-Cup-Mannschaft, wo sie von ihren 12 Begegnungen acht gewann, davon sieben Einzel und ein Doppel. Ihr Einsatz beim Fed-Cup im Juli 2017 war auch zugleich ihr letztes Match als Profispielerin.